# Anemone volgensis
Anemone volgensis là một loài thực vật có hoa trong họ Mao lương. Loài này được Luferov mô tả khoa học đầu tiên năm 2001.